# Lösungsmitteleinfluss
Unter dem Lösungsmitteleinfluss versteht man die Auswirkungen eines Lösungsmittels auf chemische Reaktionen, insbesondere die Beeinflussung der Reaktionsgeschwindigkeit und des Chemischen Gleichgewichtes. 

## Geschichte
Marcelin Berthelot stellte 1862 fest, dass die Veresterung von Essigsäure und Ethanol in den beiden Lösungsmitteln Benzol und Diethylether mit unterschiedlichen Geschwindigkeiten ablief und die Reaktionsgeschwindigkeit ohne Lösungsmittel am größten war.
Nikolai Alexandrowitsch Menschutkin untersuchte ab 1887 neben Veresterungsreaktionen den Einfluss von 23 verschiedenen Lösungsmitteln auf die Reaktion zwischen Triethylamin und Ethyliodid. Allein durch den Wechsel des Lösungsmittels von n-Hexan auf Benzylalkohol wurde die Menschutkin-Reaktion um den Faktor 742 beschleunigt. Eine Erklärung für die Beeinflussung der Reaktionen durch unterschiedliche Lösungsmittel konnte damals nicht geliefert werden.

## Funktion
Entscheidend für die Beeinflussung von Reaktionsgeschwindigkeit und Einstellung des chemischen Gleichgewichtes sind zwischenmolekulare Wechselwirkungen zwischen Lösungsmittel und den an der Reaktion beteiligten und gebildeten Stoffen. Hierbei spielt insbesondere eine Rolle, ob das Lösungsmittel polar oder unpolar ist. Bei polaren Lösungsmitteln unterscheidet man zusätzlich zwischen polar protisch und polar aprotisch. Die Wechselwirkungen führen zu einer mehr oder weniger ausgeprägten Solvatation und zu unterschiedlichen Solvatationsenthalpien.
Für den Einfluss auf die Lage homogener chemischer Gleichgewichte ist die Differenz der Solvatationsenthalpieen von Ausgangs- und Endstoffen von entscheidender Bedeutung.
Der Einfluss auf die Geschwindigkeit von homogenen Reaktion ist davon abhängig, ob die Aktivierungsenthalpie des aktivierten Komplexes im Übergangszustand durch die Solvatationsenthalpie erhöht oder erniedrigt wird. Eine Erniedrigung führt zu einer beschleunigten und eine Erhöhung zu einer verzögerten Reaktion.
Nach der von Hughes und Ingold 1935 aufgestellten Regel werden Reaktionen, bei denen während des Aktivierungsprozesses Ladungen entstehen, durch Erhöhung der Lösungsmittelpolarität beschleunigt. Ein Beispiel ist die Hydrolyse von tert-Butylchlorid. Im Zwischenschritt bildet sich hierbei ein tert-Butylkation, das je nach Lösungsmittel mehr oder weniger schnell zu tert-Butanol weiter reagiert. Die Reaktionsgeschwindigkeit in Wasser ist dabei 335000-mal größer als in Ethanol.
Die Hughes-Ingold-Regel ist jedoch in ihrer allgemeinen Anwendbarkeit eingeschränkt, weil vielfach zusätzliche spezifische Lösungsmitteleffekte eine Rolle spielen.